# Margaretta barbata
Margaretta barbata är en mossdjursart som först beskrevs av Jean-Baptiste Lamarck 1816.  Margaretta barbata ingår i släktet Margaretta och familjen Margarettidae. Inga underarter finns listade i Catalogue of Life.